# Kulturlandschaft

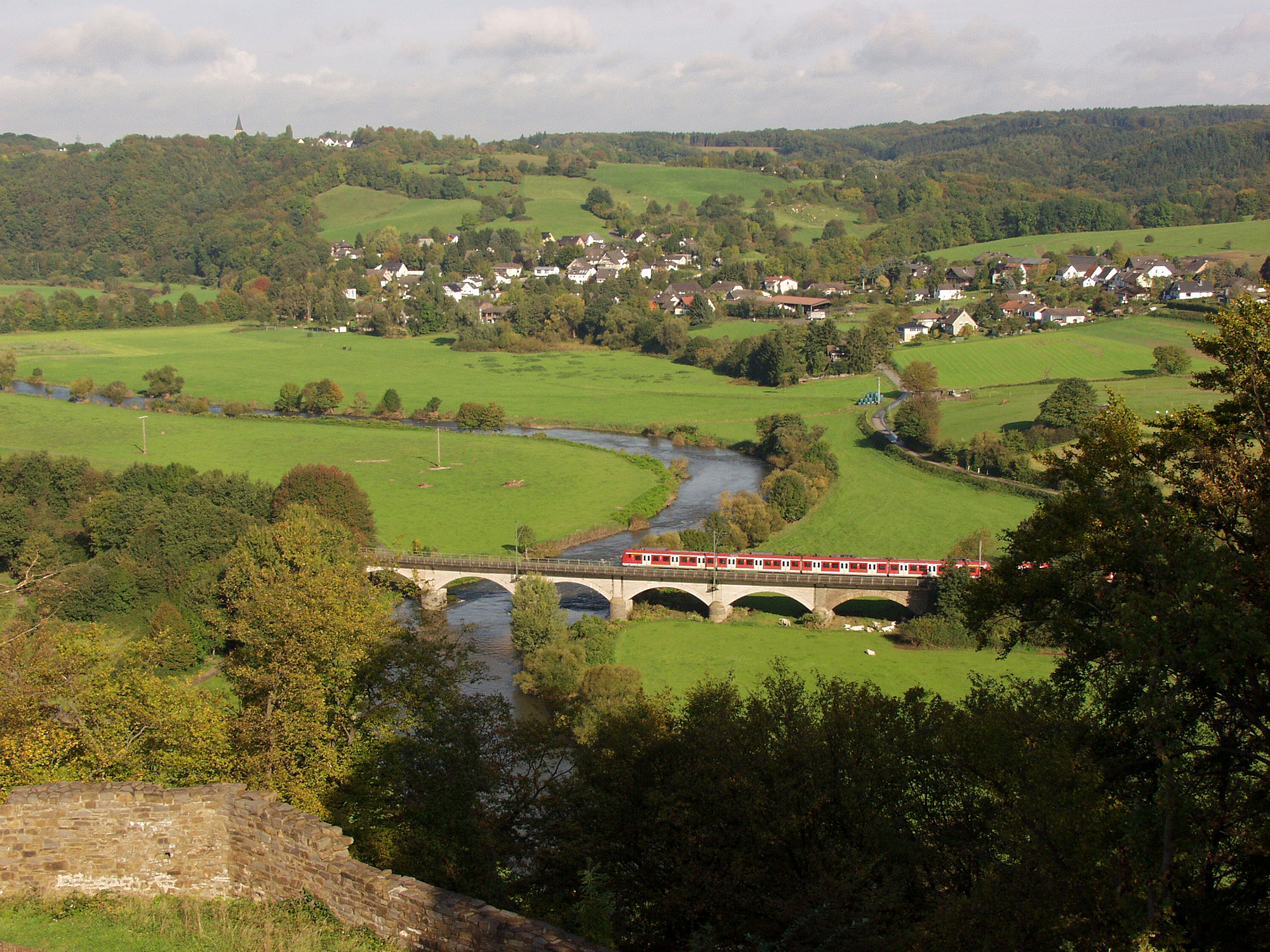
Typische gewachsene Kulturlandschaft im deutschen Mittelgebirgsraum (Siegaue, Gemarkung Blankenberg)

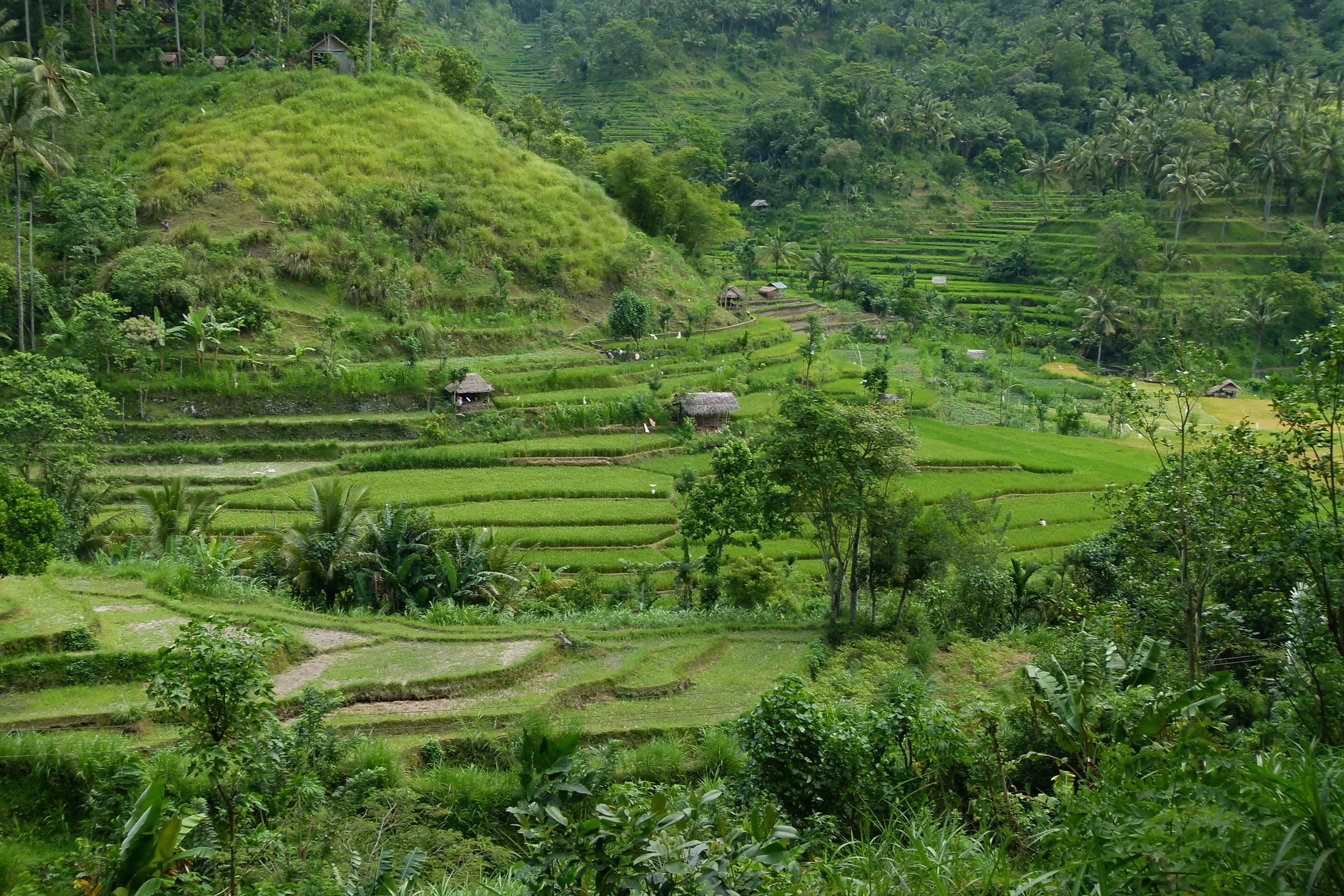
Reisterrassen auf Bali, eine alte Kulturlandschaft in Südostasien

Mit dem Begriff Kulturlandschaft wird meist die dauerhaft vom Menschen geprägte Landschaft bezeichnet. Zusammen mit dem gegensätzlichen Begriff „Naturlandschaft“ entsteht ein komplementäres Begriffspaar (Dichotomie). Je nach Definition werden z. B. Stadtlandschaft, Industrie- oder Wirtschaftslandschaft und der ländliche Raum teilweise zu den Kulturlandschaften gezählt, teilweise jedoch nicht. Kulturlandschaft wird oft verwendet, wenn der historische Bezug und die enge Verknüpfung von „gewachsener“ Landschaft und bäuerlicher Kultur betont werden soll.
Wichtige Faktoren für die Entstehung und Entwicklung der Kulturlandschaft sind die Beschaffenheit (Standortbedingungen) des Naturraums mit seiner Fauna und Flora sowie die Wechselwirkungen, die aus der anthropogenen Veränderung des Naturraums resultieren.
In der Volkskunde und in der sogenannten historischen Kulturraumforschung, einem Zweig der historischen Landeskunde, werden mit dem Terminus 'Kulturlandschaften' keine materiellen Landschaften, sondern eher Kulturräume angedeutet.

## Definitionen

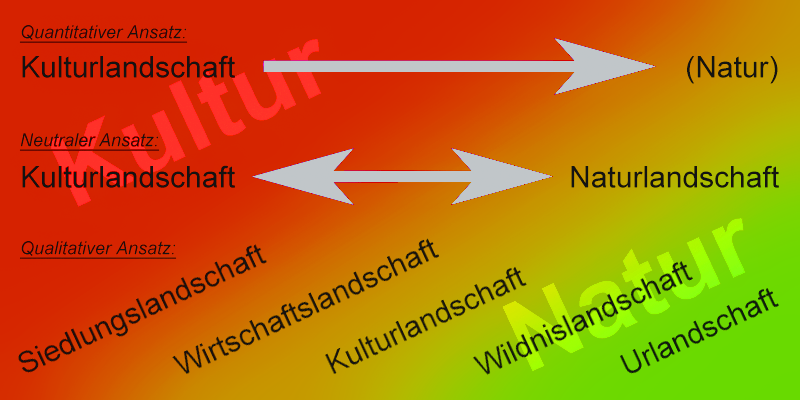
Schematische Darstellung der drei gebräuchlichsten Definitionen von „Kulturlandschaft“

In der wissenschaftlichen Literatur der Geo- und Biowissenschaften sowie in Schriften aus Landesplanung und Naturschutz wird der Begriff „Kulturlandschaft“ in vielfältiger Weise und teilweise deutlich voneinander abweichend verwendet. Die Ursache für diese Uneinheitlichkeit liegt vor allem in der Bewertung der Hemerobie (Maß für den gesamten Einfluss des Menschen auf natürliche Ökosysteme): „Wer prägt die Landschaft stärker – Mensch oder Natur?“ lautet die „Glaubensfrage“.
Drei grundlegende Definitionen können formuliert werden:

### Der quantitative Ansatz

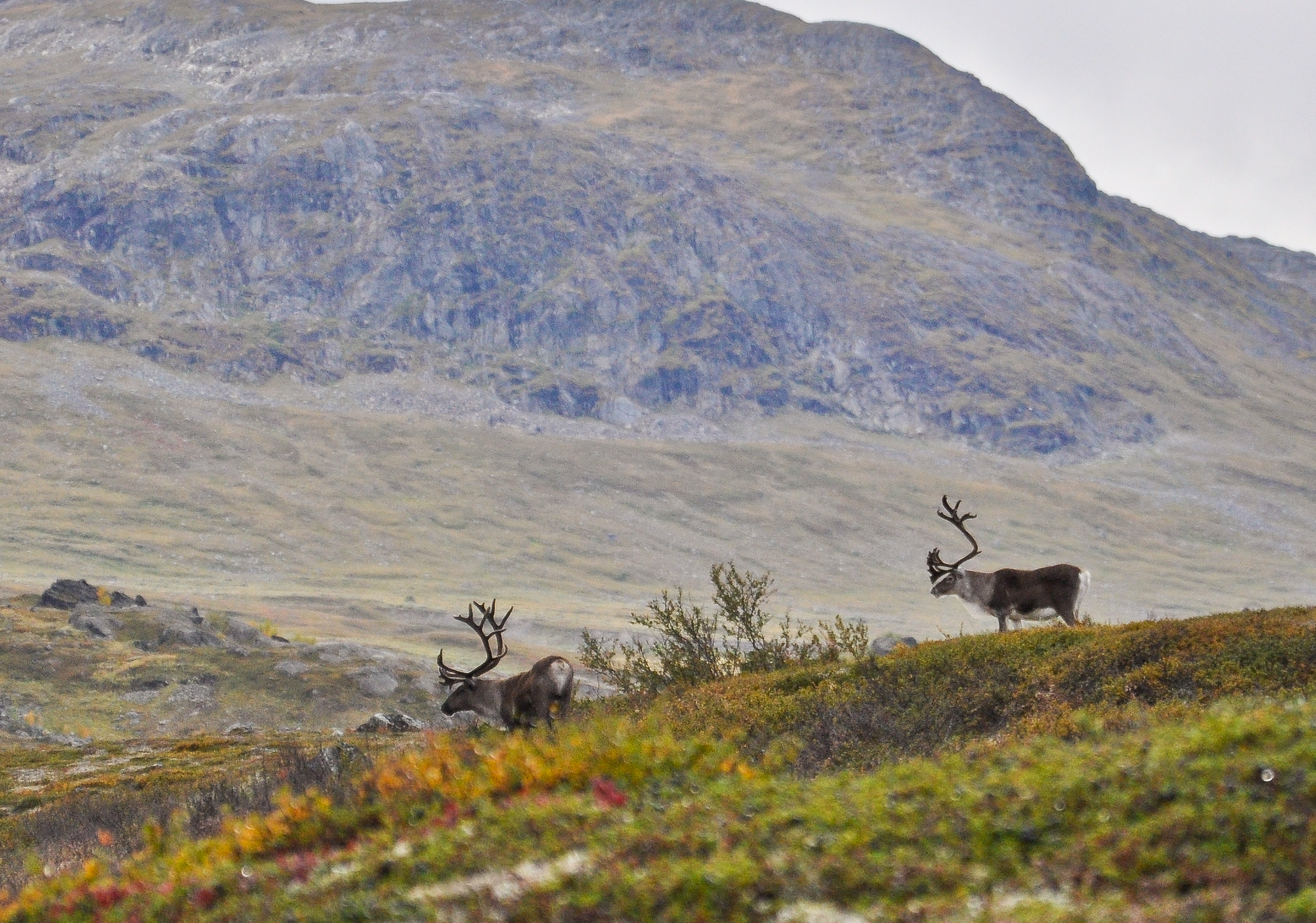
Lapplands Fjällberge: „Rentierweide-Kulturlandschaft“ oder Wildnis? Die quantitative Auslegung wird in Debatten bisweilen polemisch verwendet.

„Kulturlandschaft entspricht absolut der gesamten Umwelt, die in irgendeiner Weise vom Menschen beeinflusst wird.“
Nach dieser Definition müsste heute die gesamte Landoberfläche der Erde als Kulturlandschaft betrachtet werden, da zumindest anthropogene Emissionen überall nachweisbar sind. Demnach wäre eine Unterscheidung zur Naturlandschaft obsolet.
Diese weite Auslegung hat die meisten Befürworter unter den Landschaftsplanern. Als Beispiel für anthropogene Veränderungen von Wildnis zur Kulturlandschaft wird gern das Amazonasgebiet und die dort vorkommende Terra preta angeführt, ein über Jahrhunderte anthropogen veränderter Boden, der auf großen Flächen entlang der Flussläufe vorkommt. Die weite Auslegung wird häufig kritisiert und führt zu Debatten im Sinne von „Wildnis oder Kulturlandschaft?“. So stellt sich beispielsweise die Frage, wie die Prozesse des globalen Klimawandels in diesem Zusammenhang zu bewerten sind. Kulturlandschaften erscheinen dann in mehr oder weniger großen Anteilen als nicht beabsichtigte, prozessuale Effekte menschlicher Tätigkeiten.

### Der wertneutrale Ansatz

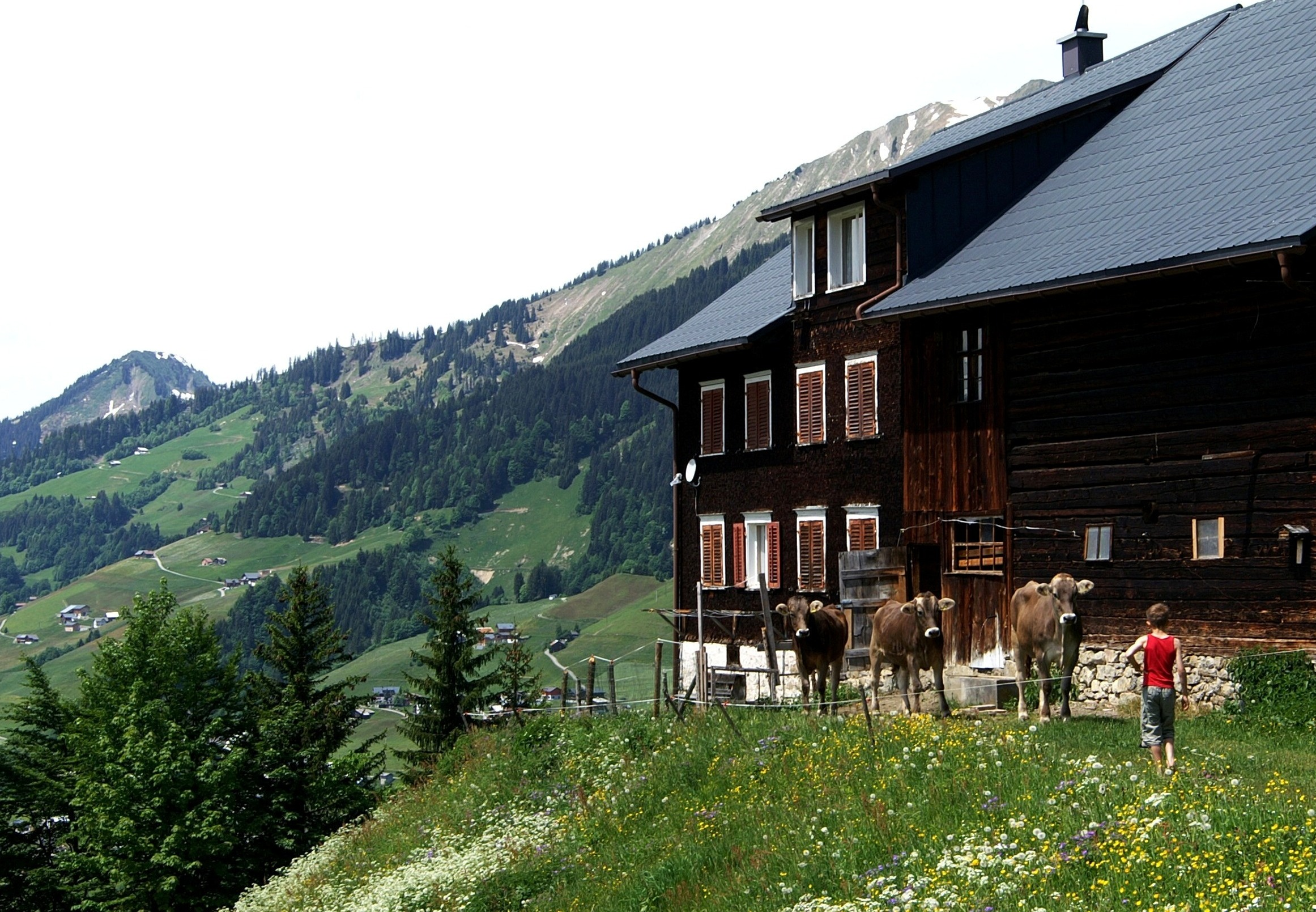
Alpenländische Kulturlandschaft

„Eine Kulturlandschaft ist ein Raum, dessen Gestalt deutlich durch die menschliche Landnutzung geprägt wurde und wird. Kulturlandschaften sind nicht nur ökologisch besonders wertvolle oder „schöne“ Landschaften – jedoch Orte, zu dem die Menschen eine innige Beziehung unterhalten.“
In diesem Sinne werden die unbewohnbare Anökumene der Erde (Inlandeis, Gletscher, vegetationslose Wüsten), aber auch die nicht dauerhaft besiedelten Teile der Subökumene den Naturlandschaften zugerechnet. Das wären beispielsweise Naturräume wie die Primärwälder der feuchten Tropen oder die Steppen und Tundren Asiens, die traditionell nur zeitweise und extensiv genutzt werden. Selbst durch Raubbau zerstörte Ökosysteme in den Wildnisregionen rechnet man nach dieser Definition nicht zu den Kulturlandschaften. Die gesamte Ökumene – vom ländlichen Raum über die Siedlungs- oder Stadtlandschaften bis hin zu den Industrie- und Wirtschaftslandschaften – wird hier den Kulturlandschaften zugerechnet. Das schließt auch alle „verwilderten“ Gebiete innerhalb der Ökumene ein, die historisch vom Menschen geprägt wurden. Auch Reste von Hutewäldern oder sehr alte Schutzgebiete gehören demnach dazu, da sie als inselhafte Relikte im besiedelten Raum nicht abseits „deutlicher Beeinflussungen“ liegen. Genannt seien in diesem Zusammenhang häufige Besucher, die ihre Spuren hinterlassen und den Naturhaushalt stören, und die nicht mehr existierende europäische Megafauna (z. B. Wisent, Auerochse, Elch, Braunbär), deren landschaftsgestaltende Rolle unbesetzt bleibt. Je nach Betrachtungsweise kann man Anfang des 21. Jahrhunderts rund 50 bis 70 % der Landoberfläche diesen anthropogenen Landschaften zurechnen.
Diese Vorstellung wird gemeinhin von Geographen und Landschaftsökologen verwendet. Sie fand, nicht zuletzt durch die geographische Schule Carl Ortwin Sauers (Berkeley School) über die amerikanische Geographie einzug in die internationale wissenschaftliche Debatte.
- Beispiel aus dem Wörterbuch der Allgemeinen Geographie:

„Die Kulturlandschaft entsteht durch die dauerhafte Beeinflussung, insbesondere auch die wirtschaftliche und siedlungsmäßige Nutzung der ursprünglichen Naturlandschaft durch menschliche Gruppen und Gesellschaften im Rahmen der Ausübung ihrer Grunddaseinsfunktionen. Ihre regional differenzierte Ausprägung ist nicht durch die Natur determiniert, wohl aber von ihr beeinflusst und zwar um so stärker, je geringer die technologische Entwicklung der die Kulturlandschaft gestaltenden Gruppe ist. Die Kulturlandschaft erhält ihre regionale Ausprägung insbesondere durch die Wohnfunktion (Art und Verteilung der menschlichen Siedlungen), die Art der wirtschaftlichen Tätigkeit (agrarische Landnutzung, Rohstoffgewinnung, Industrie und Gewerbe) und die Ausbildung des Verkehrsnetzes.“
- Der Geograph Martin Schwind fügt aus kulturgeographischer Sicht an, dass jede Kulturlandschaft als Ausdruck der menschlichen Geisteshaltung gesehen werden muss:

„Jede Untersuchung eines landschaftlichen Realgebildes wird über dessen gegenständliche Bedeutung hinaus einen irrealen Hintergrund freilegen können: den Geist, der jene Dinge trägt. Dieser Geist ist zu allen Zeiten ein anderer gewesen und hat auch jeweils andere Fragen an die überkommene Landschaft gestellt.“
Der Begriff Anthropogene Landschaft wird zuweilen synonym für diese Definition verwendet. Diese bildet beispielsweise auch die Grundlage für das Konzept der Anthropogenen Biome nach Ellis und Ramankutty.

### Der qualitative Ansatz

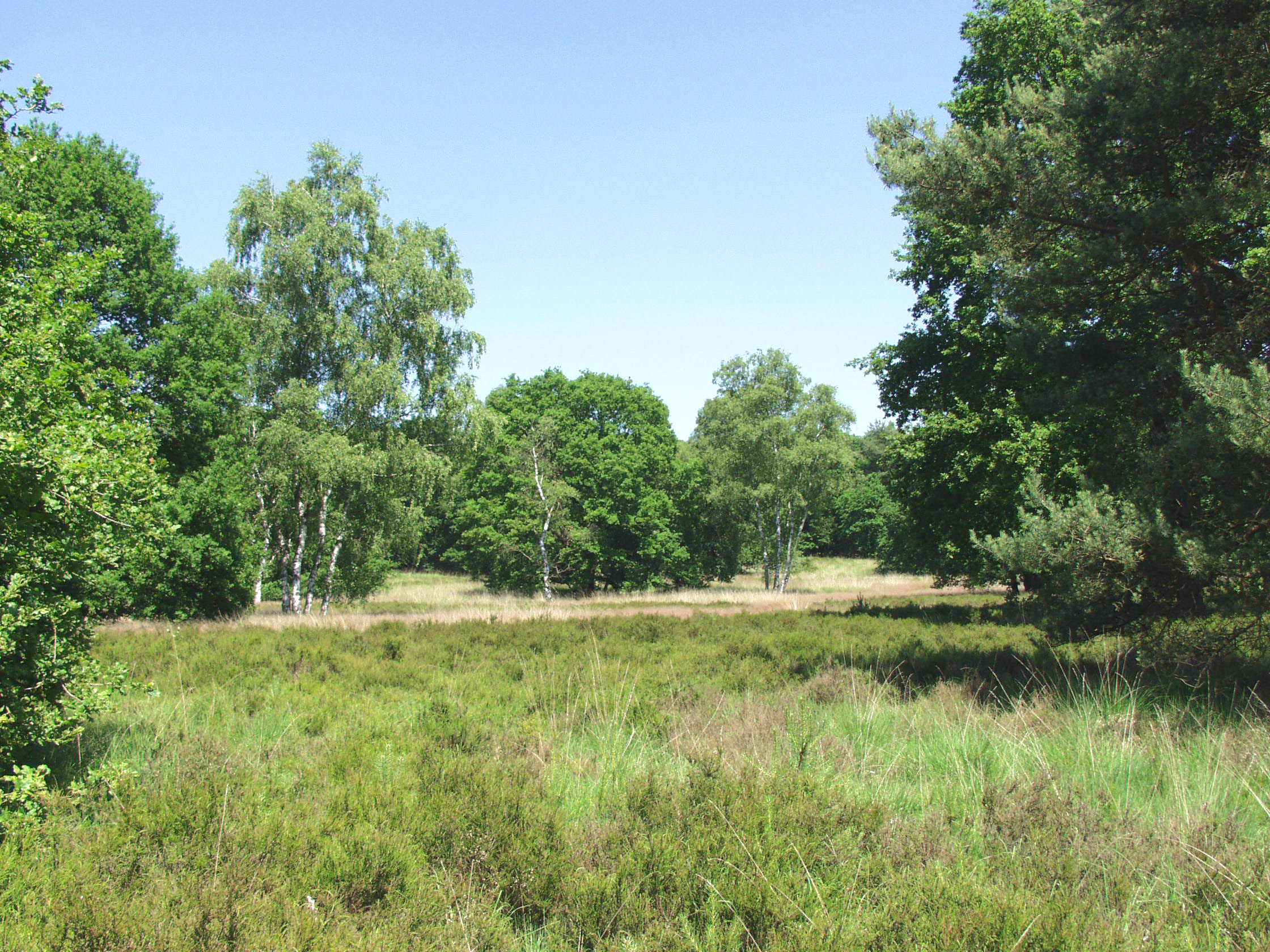
Heidegebiete in Mitteleuropa sind nach jeder Definition zweifelsfrei Kulturlandschaften.

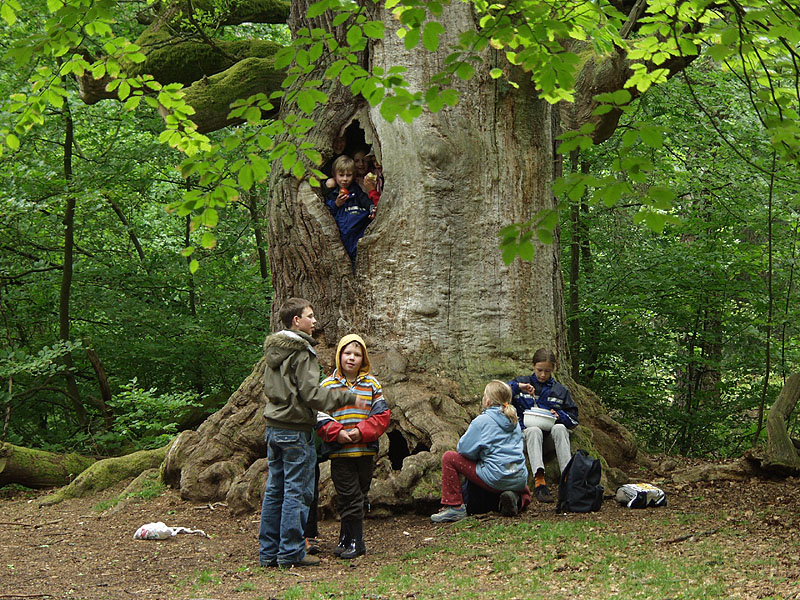
Urwald Sababurg: Bis Mitte des 19. Jahrhunderts Hutewald-Kulturlandschaft, seitdem ungenutzt: Heute Ziel von „Urwald“-Besuchern, morgen wieder Naturlandschaft?

„Eine Kulturlandschaft ist ein Raum, der durch eine vor- und frühmoderne bäuerliche Nutzung geprägt wurde und noch heute entsprechende Pflanzenformationen und Strukturen aufweist. Solche Kulturlandschaften sind artenreich und daher aus Naturschutzsicht erhaltenswert.“
Diese enge Betrachtung orientiert sich an subjektiven Vorstellungen von „wünschenswerten Landschaften“ und spielt insbesondere im Naturschutz eine wichtige Rolle. Zur Abgrenzung von anderen Definitionen wird zuweilen von historischen Kulturlandschaften oder auf bestimmte Gebiete bezogene Kulturlandschaften gesprochen. Etwa 15 Prozent der weltweiten Landfläche können als „Siedlungsnahe Kulturlandschaften“ (Residential irrigated- und Residential rainfed mosaic cropland nach Erle C. Ellis und Navin Ramankutty) betrachtet werden.
Beispielsweise wird unter der mitteleuropäischen Kulturlandschaft ein durch landwirtschaftliche Nutzung geprägtes Gebiet verstanden, bei der die Nutzung ein bestimmtes Intensivitätsniveau nicht überschritten hat. So entstanden bis zur ersten Hälfte des 20. Jahrhunderts sehr artenreiche Biotope (beispielsweise Feuchtwiesen, Heiden, Streuobstwiesen), die danach im Zuge der weiteren Intensivierung der Landwirtschaft zu großen Teilen wieder verschwunden sind. Solche historische Kulturlandschaften Europas sind artenreicher (→ Biodiversität) als eine natürlich entstandene Klimaxvegetation. Aufgrund ihrer Eigenarten lassen sich verschiedene Kulturlandschaften voneinander abgrenzen.
Auch der qualitative Ansatz wird wiederum in verschiedenen „Spielarten“ ausgedrückt. Zwei Beispiele:
- Hans Hermann Wöbse:

„Kulturlandschaften sind vom Menschen gestaltete Landschaften, deren ökonomische, ökologische, ästhetische und kulturelle Leistungen und Gegebenheiten in einem ausgewogenen Verhältnis zueinander stehen, die eine kontinuierliche Entwicklungsdynamik gewährleisten und langfristig geeignet sind, Menschen als Heimat zu dienen.“
- Gottfried Briemle:

„Eine vom Menschen zwar intensiv genutzte, jedoch durch kleinräumige Wirtschaftsweisen geprägte Agrarlandschaft, deren Haushalt durch eine Vielzahl von Landschaftselementen ökologisch relativ stabil ist und in ihrer Physiognomie naturräumliche Verschiedenheiten wahrt.“
Das Wort Kultur (im landbaulichen Sinne) wird hier nicht nur verstanden als Urbarmachung und Pflege des Bodens, sondern vielmehr als Ausdruck des menschlichen Schaffens im ländlichen Raum schlechthin. Für die landschaftliche Ausstattung gelten somit die gleichen Maßstäbe wie für die kulturellen Bauten und das geistig-kulturelle Gedanken- und Brauchtumsgut. Demzufolge ist nicht nur die Pflanzendecke relevant, sondern auch jedes sichtbare Zeichen für die Landschaftsverbundenheit des Bauern. Bei Art, Umfang und Intensität der Bewirtschaftung machte er sich den sich weitgehend selbst stabilisierenden Naturhaushalt zunutze. Solche von Menschen geschaffene Landschaftselemente sind z. B. Heckensäume und Gehölzinseln neben Feldern zum Schutz vor Wind und Austrocknung. Einzelbäume wie Obsthochstämme oder Eichen als Schattenbäume auf Viehweiden. Aber auch Feldraine und Trockenmauern zur Minderung von Erosionsschäden und zur Erleichterung der Bewirtschaftung. Lesesteinriegel wurden bei der Urbarmachung von steinigen Wiesen oder Feldern angelegt. Diese ehemals in Sinne einer bäuerlichen Landwirtschaft nützlichen Landschaftselemente stören heute oftmals bei der Bewirtschaftung großer Flächen. Sie erfahren Kulturlandschaftsschutz z. B. durch die Ausweisung als Kulturdenkmäler.

## Gliederung
Bereits 1946 hat der Schweizer Geograph Hans Carol versucht, die unterschiedlichen Begriffe in einem Schema zusammenzuführen. Unter Berücksichtigung der heutigen Situation lässt sich etwa folgende Kategorisierung von Kulturlandschaften durchführen:
„Prozessuale Kulturlandschaften“ (der gesamte Erdkreis)
Anthropogene Landschaften (vom Menschen geprägte Landschaften)
Naturnahe Landschaften (gering beeinflusste Wildnis oder Prozessschutz)
(„Last of the wild“, Wildnisentwicklungsgebiete u. a.)
Kulturlandschaften
1.  Historische Kulturlandschaften

(Heide, Geest, Hutewald, Sekundärwald, Streuobstwiese, Feuchtwiese u. a.)
1.  Wirtschaftslandschaften

1.  Agrarlandschaften

(Weinberg, Grünland, Ackerland, Brache u. a.)
1.  Wirtschaftswälder

(Altersklassenwald, Plenterwald, Femelwald, Hochwald, Schlagflur u. a.)
1.  Industrielandschaften

(Industriegebiet, Gewerbegebiet, Bergbaufolgelandschaft, Industriebrache u. a.)
1.  Siedlungslandschaften

(Ländlicher Raum, Dorf u. a.)
1.  Urbane Landschaften

(Suburbaner Raum, Agglomeration, Stadtlandschaft, Peripherie u. a.)

## Kulturlandschaften in der Liste der UNESCO-Welterbestätten
Das Welterbekomitee versieht seit 1992 bestimmte Stätten des Weltkulturerbes mit dem Zusatz „Kulturlandschaft“. Dazu schreibt es in seinen Durchführungsbestimmungen:

„Kulturlandschaften sind Kulturgüter und stellen die in Artikel 1 des Übereinkommens bezeichneten‚ gemeinsamen Werke von Natur und Mensch‘ dar. Sie sind beispielhaft für die Entwicklung der menschlichen Gesellschaft und Ansiedlung im Verlauf der Zeit unter dem Einfluss der physischen Beschränkungen und/oder Möglichkeiten, die ihre natürliche Umwelt aufweist sowie der von außen und innen einwirkenden aufeinander folgenden gesellschaftlichen, wirtschaftlichen und kulturellen Kräfte.“

Folgende Kulturlandschaften im deutschsprachigen Raum wurden bisher in die Liste des UNESCO-Weltkulturerbes aufgenommen, da sie durch ihren „außergewöhnlich universellen Wert“ besonders erhaltenswert sind:

### Deutschland

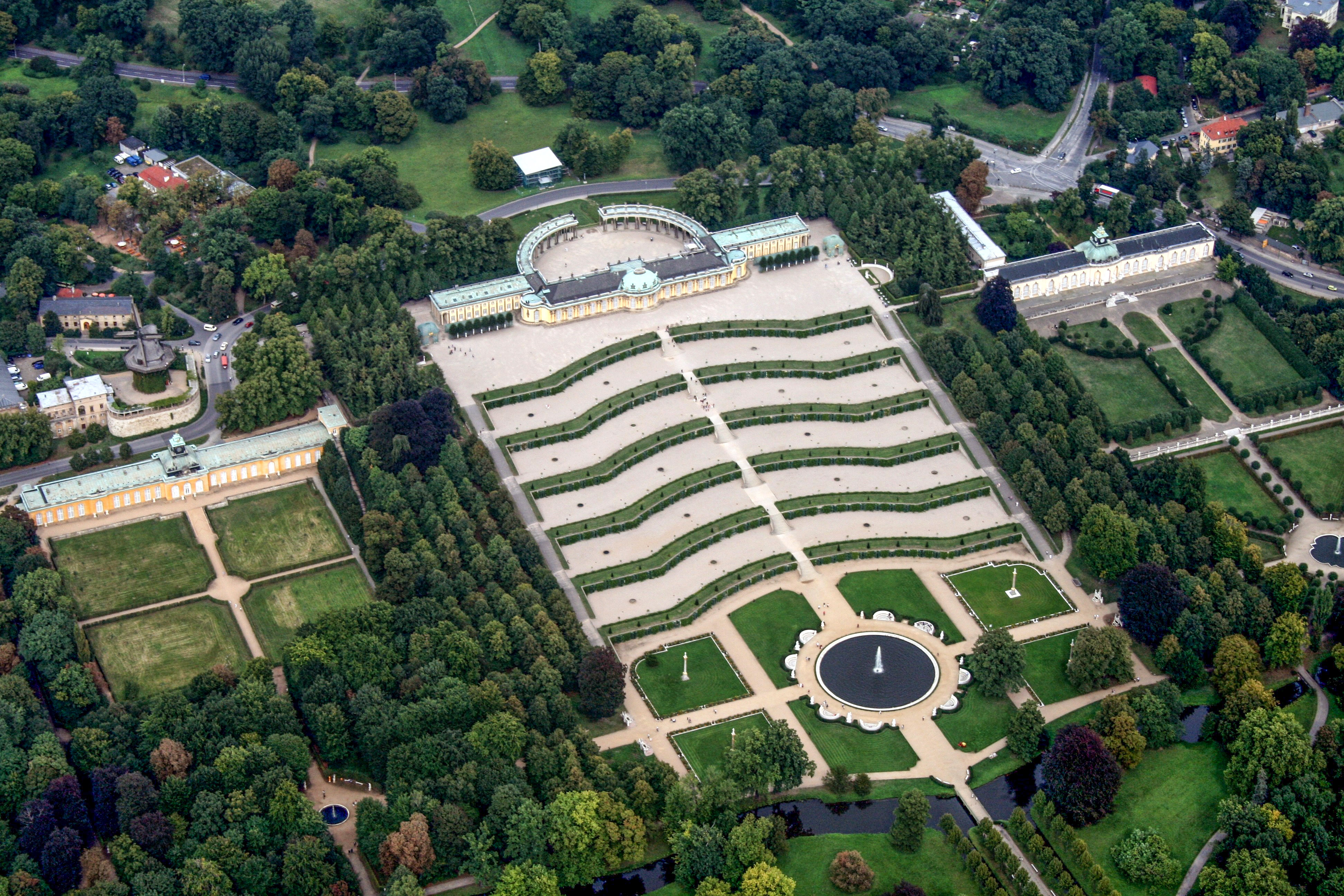
Park Sanssouci in Potsdam

- 1990 – Kulturlandschaft der Schloss- und Parkanlagen in Potsdam und Berlin
- 2000 – Dessau-Wörlitzer Gartenreich
- 2002 – Kulturlandschaft Oberes Mittelrheintal
- 2004 – Kulturlandschaft Dresdner Elbtal (2009 wieder ausgetragen)
- 2004 – Fürst-Pückler-Park Bad Muskau

### Österreich
- 1997 – Kulturlandschaft Hallstatt-Dachstein/Salzkammergut
- 2000 – Kulturlandschaft Wachau
- 2001 – Kulturlandschaft Fertő/Neusiedler See (grenzübergreifend mit Ungarn)

### Schweiz
- 2007 – Weinberg-Terrassen in Lavaux

Die Aufnahme in die UNESCO-Liste beinhaltet eine besondere Verpflichtung zum Erhalt dieser Kulturlandschaften.

## Historische Kulturlandschaftselemente
Anhand von historischen Kulturlandschaftselementen kann der regionaltypische Charakter von Kulturlandschaften näher beschrieben werden. Man unterscheidet zwischen baulichen Elementen (z. B. Baudenkmäler, Kapellen und Kreuze) und nutzungsbedingten Elementen (z. B. Hohlwege, Ackerraine, Streuobstwiesen, Alleen, Hecken, Weinberge und historische Flurformen). Viele historische Kulturlandschaftselemente sind Zeugnisse früheren Wirtschaftens. Als historische Kulturlandschaftselemente werden sie bezeichnet, wenn sie unter den gegenwärtigen wirtschaftlichen und gesellschaftlichen Bedingungen nicht wieder entstehen würden. 

## Das wissenschaftliche Studium von Kulturlandschaften
Die Cultural Landscape als System der Interaktion menschlicher Tätigkeit und natürlicher Umwelt ist in einem Sinne, der über die UNESCO-Definition hinausgeht, Gegenstand des Studiengangs Master of Cultural Landscapes (MaCLands), der als European Master gemeinsam von den Universitäten Neapel, St.-Étienne und Stuttgart angeboten wird.